# Kyntinen
Kyntinen eller Kyntynen är en sjö i Finland. Den ligger i kommunerna Pielavesi och Kuopio i landskapet Norra Savolax, i den centrala delen av landet, 300 km norr om huvudstaden Helsingfors. Kyntinen ligger 124,6 meter över havet. Den är 8,36 meter djup. Arean är 56,6 hektar och strandlinjen är 4,76 kilometer lång. Sjön  ingår i Kymmene älvs huvudavrinningsområde.   I omgivningarna runt Kyntinen växer i huvudsak blandskog. Den sträcker sig 1,9 kilometer i nord-sydlig riktning, och 0,8 kilometer i öst-västlig riktning.